# Shuangqiaohe
Shuangqiaohe (kinesiska: 双桥河, 双桥河镇) är en köping i Kina. Den ligger i storstadsområdet Tianjin, i den norra delen av landet, omkring 24 kilometer sydost om stadens centrum. Antalet invånare är 37 193. Befolkningen består av 16 309 kvinnor och 20 884 män. Barn under 15 år utgör 12,0 %, vuxna 15-64 år 81 %, och äldre över 65 år 6,0 %.